# Leri Abuladze
Leri Abuladze (en georgiano: ლერი აბულაძე; Julo, 19 de enero de 1999) es un deportista georgiano que compite en lucha grecorromana.
Ganó tres medallas en el Campeonato Mundial de Lucha entre los años 2021 y 2023, y tres medallas en el Campeonato Europeo de Lucha entre los años 2021 y 2023.

## Palmarés internacional
| Campeonato Mundial | Campeonato Mundial | Campeonato Mundial | Campeonato Mundial |
| Año                | Lugar              | Medalla            | Categoría          |
| ------------------ | ------------------ | ------------------ | ------------------ |
| 2021               | Oslo (Noruega)     | Medalla de plata   | 63 kg              |
| 2022               | Belgrado (Serbia)  | Medalla de plata   | 63 kg              |
| 2023               | Belgrado (Serbia)  | Medalla de oro     | 63 kg              |
| Campeonato Europeo |                    |                    |                    |
| Año                | Lugar              | Medalla            | Categoría          |
| 2021               | Varsovia (Polonia) | Medalla de bronce  | 63 kg              |
| 2022               | Budapest (Hungría) | Medalla de oro     | 63 kg              |
| 2023               | Zagreb (Croacia)   | Medalla de oro     | 63 kg              |